# Pierre Ottavioli
Pierre Ottavioli, originaire de Corse, né le 21 mars 1922 à Marseille et mort le 30 août 2017 à Ajaccio à l'âge de 95 ans, est un commissaire de police français des années 1960 et 1970. Il a entre autres enquêté au sujet des Brigades internationales, de l'Affaire Empain, l'attentat du Petit-Clamart et de l'Affaire Marković ainsi qu'à celui de la disparition de Mehdi Ben Barka.

## Biographie
Fils d'un gendarme corse, petit-fils d'un berger corse, Pierre Ottavioli, passe son enfance et sa jeunesse à Marseille. Après l'obtention de son baccalauréat, il entreprend des études de droit, interrompues en 1943 par le Service du travail obligatoire qu'il effectue en Autriche. Rentré en France, il obtient une licence en droit en 1947 à l'université d'Aix-en-Provence et passe l'examen qui lui permet d'obtenir le certificat d'aptitude à la profession d'avocat. Voulant devenir magistrat, il travaille dans le cabinet correctionnel d'un substitut du procureur de la République de Marseille pendant deux ans, sans être rémunéré. Lassé d'attendre de pouvoir se présenter au concours de la magistrature, après avoir vu en octobre 1949 dans un couloir de la faculté de droit une affiche annonçant un concours pour des postes d'officiers de police, il se présente et entre dans la police. Après une formation de trois mois, il est affecté au commissariat de quartier du quartier de Clignancourt. Après plusieurs postes, dont un à Saint-Germain-des-Prés en 1952, puis à Saint-Ouen de 1953 à 1955, il réussit, après quatre échecs, le concours de commissaire de police et entre à la brigade criminelle au 36, quai des Orfèvres le 11 mai 1955. En 1964, il est nommé à la tête de la 4e brigade territoriale, puis dirige la brigade mondaine de 1965 à 1970 où il transmet au préfet de police des notes blanches sur les mœurs particulières des personnalités. Il dirige ensuite la brigade de voie publique d'octobre 1970 à mai 1974. Arrivant en fin de carrière, il est nommé, fin 1979, à l'Inspection générale de la Police nationale où il travaille un peu plus de deux ans.
Après la mort en 1997 de Diana Spencer et de Dodi Al-Fayed, il est chargé d'une contre-enquête sur les circonstances de leur mort.
Il fut le patron de la société privée Securopen, qui a été créée en 1992.

## Œuvres
- Échec au crime - 30 ans quai des Orfèvres (autobiographie), Grasset, 1985, 353 p.